# Laska (Wolin)

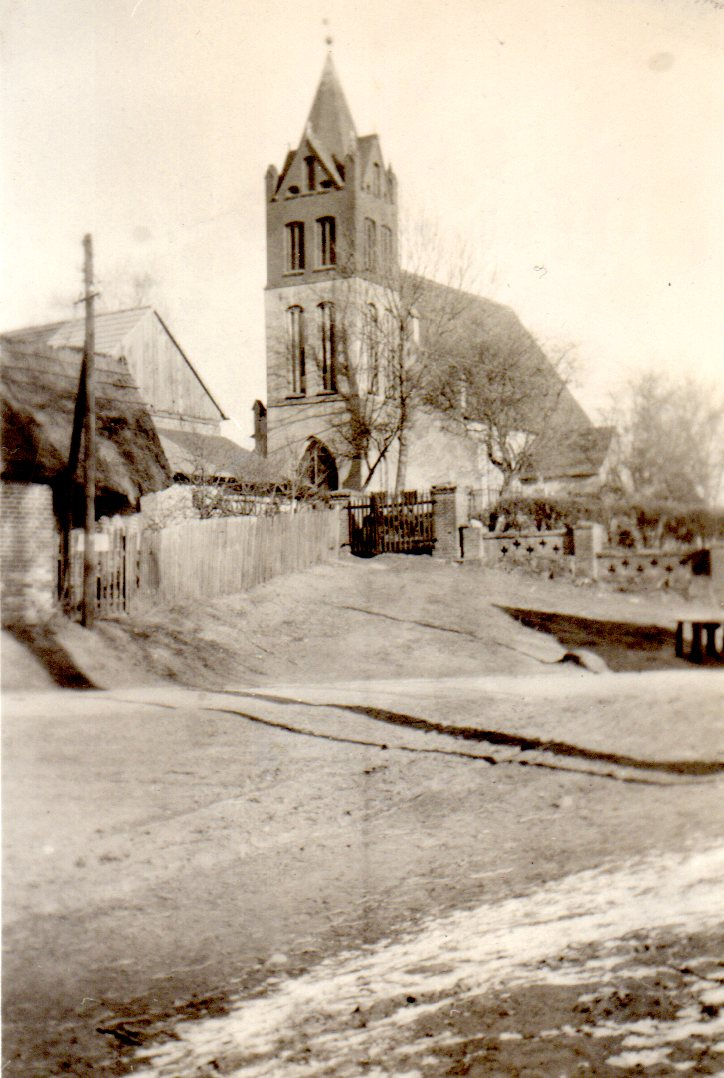
Historische Aufnahme der St.-Petri-Kirche

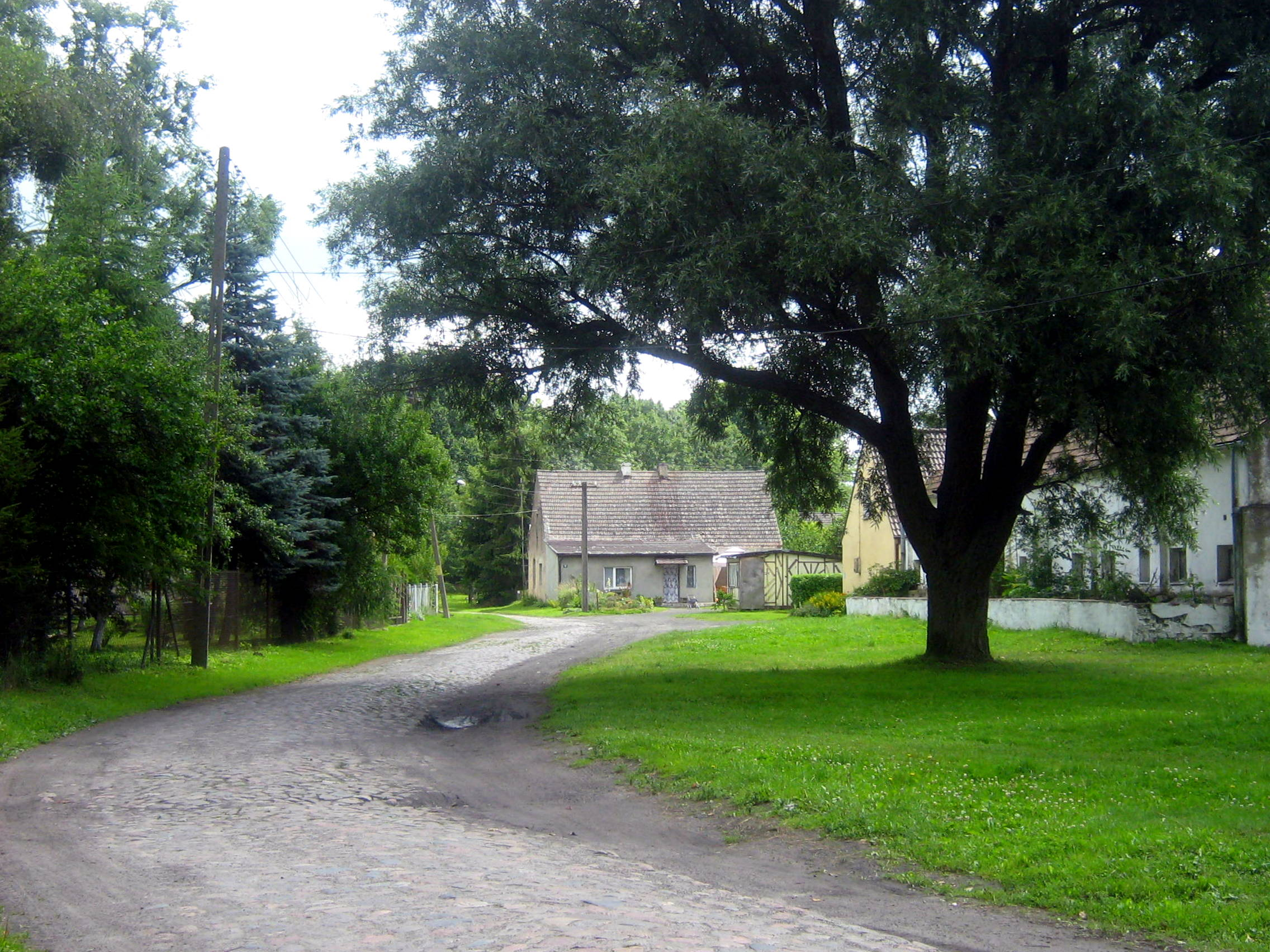
Dorfansicht (Aufnahme2008)

Laska (deutsch Laatzig) ist ein Dorf in der Gmina Wolin (Stadt- und Landgemeinde Wollin) im Powiat Kamieński (Camminer Kreis) in der polnischen Woiwodschaft Westpommern.

## Geographische Lage
Das Dorf liegt in Hinterpommern zwischen den Städten Wolin (deutsch Wollin) und Kamień Pomorski (Cammin), vier Kilometer nordöstlich von Wolin, am Ostufer der Dievenow  (poln. Dziwna).

## Geschichte

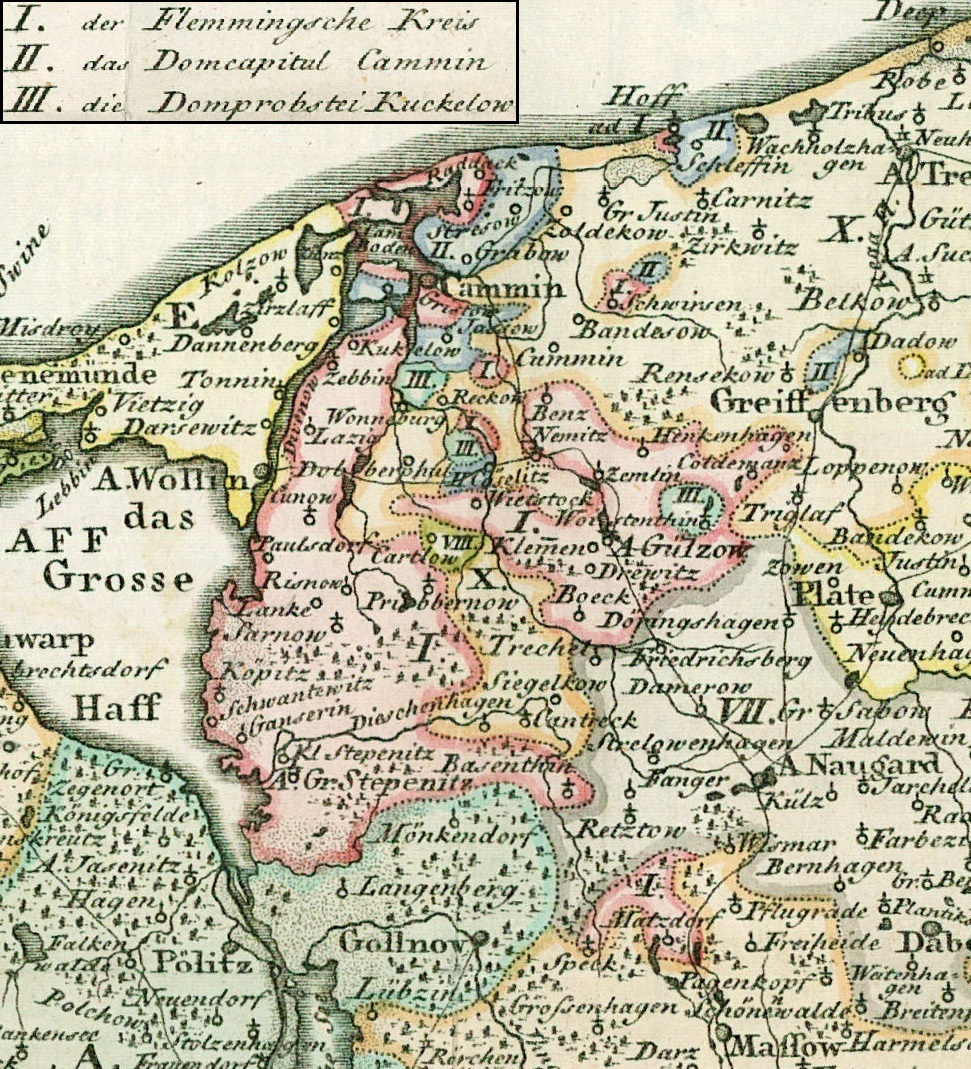
Laatzig (Lazig), südwestlich von Cammin und nordöstlich von Wollin, auf einer Landkarte des 18. Jahrhunderts.

Die erste Erwähnung einer Kirche stammt von 1288. Bis ungefähr 1600 sind die Nachrichten nur spärlich. Das Pommersche Urkundenbuch enthält einige Hinweise auf Grenzstreitigkeiten und Einkünfte der Kirche. Das Dorf ist erwähnt in einem Schreiben der Stadt Wollin vom 8. Januar 1324, in dem die Stadt bekennt, dass ihre Grenz- und Fischereistreitigkeiten mit denen von Muckerwitz in der Gegend von Hagen und Darsewitz beigelegt seien; es werden die Grenzen zwischen Laatzig, Paatzig und Weckow beschrieben und mit Steinen markiert.
Nach 1910 wurde Laatzig an die Überlandzentrale Massow und damit an das elektrische Stromnetz angeschlossen. 1912 wurde eine Elektrizitäts- und Maschinengenossenschaft  mit 16 Mitgliedern gegründet. Im Herbst 1936 zählte Laatzig 40 Stromabnehmer.
Bis 1924 bestanden sehr schlechte Wegeverhältnisse, obwohl Laatzig in der Nähe der Stadt Wollin lag. Die ausgefahrenen Landwege nach Wollin und Zebbin waren bei Regenwetter kaum passierbar. Für eine mittelmäßige Fuhre benötigten die Bauern vier Pferde als Vorspann. Die Dorfstraße von Laatzig war ungepflastert, so dass die Fußgänger von Drammin einen weiten Bogen um Laatzig machten und einen Steig über die Äcker vorzogen. 1924/25 wurde eine Chaussee gebaut und die Dorfstraße von Wollin nach Zebbin gepflastert.
Im Jahr 1945 gehörte Laatzig zum Landkreis Cammin i. Pom. im Regierungsbezirk Stettin der preußischen Provinz Pommern des Deutschen Reichs. Die Ortschaft war dem Amtsbezirk Hagen zugeordnet. 
Gegen Ende des Zweiten Weltkriegs wurde die Region von der Roten Armee besetzt. Nach Einstellung der Kampfhandlungen  wurde Laatzig mit ganz Hinterpommern  – militärische Sperrgebiete ausgenommen – seitens der sowjetischen Besatzungsmacht der Volksrepublik Polen zur Verwaltung überlassen. Es begann danach schon bald die vereinzelte Zuwanderung von Polen. Das Dorf wurde in „Laska“  umbenannt. In der Folgezeit wurde die einheimische Bevölkerung Opfer der „wilden“ Vertreibung durch die polnische Administration.

## Entwicklung der Einwohnerzahlen
- 1732: 180 Einwohner
- 1753: 184 Einwohner
- 1771: 256 Einwohner; das Anwachsen der Bevölkerung in den Jahren 1753–1771 um rund 70 Personen hat seine Ursache in der Errichtung neuer Wohnstellen, neue Büdnerstellen wurden eingerichtet und Teile der Dorfaue vom König vergeben.
- 1780: 247 Einwohner
- 1880: 362 Einwohner
- 1885: 356 Einwohner, 69 Wohngebäude
- 1933: 333 Einwohner[6]

## Gemeindeschulzen ab 1699
- 1699 Peter Magritz
- 1719 Christian Magritz
- 1741 Friedrich Macheel
- 1765–1798	Johann Stein
- 1804–1838 Erdmann Stein
- 1838–1854	Joh. Gottfr. Stein
- 1854–1856	Bauer Krüger
- 1856–1880	Christian Berkhan
- 1880–1886	Ferdinand Rübenhagen
- 1886–1916 Franz Wurow
- 1916–1924	Albert Wurow II
- 1924–0000August Rübenhagen[7]